# Eleições na Zâmbia
Zâmbia elege a nível nacional, um chefe de estado - o presidente -  e uma legislatura. O presidente é eleito pelos cidadãos para um mandato de cinco anos. A Assembleia Nacional tem 158 membros, 150 membros eleitos para um mandato de cinco anos no único assento-eleitorado, 8 membros nomeados e o Parlamentar.
Zâmbia é um sistema de partido dominante com o Movimento para a Democracia Multipartidária em termos de potência. Os partidos de oposição são permitidos, mas são amplamente considerados como não tendo qualquer possibilidade real de ganhar poder.

## Últimas eleições

### Eleições Presidenciais
| Candidatos                          | Candidatos          | Candidatos                                    | Votos     | %    |
| ----------------------------------- | ------------------- | --------------------------------------------- | --------- | ---- |
|                                     | Levy P. Mwanawasa   | O Movimento para a Democracia Multipartidária | 1,177,846 | 43.0 |
|                                     | Michael Sata        | Frente Patriótica                             | 804,748   | 29.4 |
|                                     | Hakainde Hichilema  | Aliança Democrática Unida                     | 693,772   | 25.3 |
|                                     | Godfrey K. Miyanda  | Partido Património                            | 42,891    | 1.6  |
|                                     | Winwright K. Ngondo | APC                                           | 20,921    | 0.8  |
| Fonte: Comissão Eleitoral da Zâmbia |                     |                                               |           |      |

### Eleições Parlamentares
O Movimento para a Democracia Multipartidária 72 lugares garantidos, a Frente Patriótica ganhou 46 lugares, e a Aliança Democrática Unida pegou 27 lugares.
| Partidos | Votos | % | Assentos |
| --- | ----- | - | -------- |
| O Movimento para a Democracia Multipartidária |       |   | 74       |
| Frente Patriótica |       |   | 44       |
| Aliança Democrática Unida - Partido Unido para o Desenvolvimento Nacional - Partido Unido para a Independência Nacional - Fórum para a Democracia e Desenvolvimento |       |   | 27       |
| Partido Liberal Unido |       |   | 2        |
| Foco Nacional Democrático |       |   | 1        |
| Independente |       |   | 2        |
| Membros nomeados |       |   | 8        |
| Total (inclusive da-eleição 26 de outubro de 2006 |       |   | 158      |
| Fonte: African Elections |       |   |          |